# Heroes (Commodores)
Heroes è l'ottavo album in studio del gruppo musicale statunitense Commodores, pubblicato nel 1980.

## Tracce
1. Got to Be Together
2. Celebrate
3. Old Fashion Love
4. Heroes
5. All the Way Down
6. Sorry to Say
7. Wake Up Children
8. Mighty Spirit
9. Jesus Is Love

## Formazione
- Lionel Richie – voce, sassofono, tastiera, piano
- Thomas McClary – voce, chitarra
- Milan Williams – tastiera
- Ronald LaPread – basso
- William King – tromba
- Walter Orange – batteria, voce, percussioni